# DS4Ever
DS4Ever (акроним от Drip Season Forever) — третий студийный альбом американского рэпера Gunna. Он был выпущен на лейблах YSL Records и 300 Entertainment 7 января 2022 года. Альбом содержит гостевые участия от Фьючера, Янг Тага, 21 Savage, Kodak Black, Chlöe, Lil Baby, G Herbo, Nechie, Yung Bleu, Chris Brown и Roddy Ricch. Это четвёртая и последняя часть серии альбомов Drip Season.

## Выпуск и продвижение
1 января 2022 года Gunna объявил дату выхода альбома. Обложка, созданная американским архитектором Дэниэлем Аршамом, была представлена 4 января. Список композиций был раскрыт на следующий день.
Единственный сингл альбома «Too Easy» при участии Фьючера был выпущен 24 сентября 2021 года.  Ремикс, содержащий дополнительный куплет от американского рэпера Родди Рича, был выпущен 3 декабря 2021 года. Он был спродюсирован Wheezy и Шоном Момбергером. Песня заняла 38-е место в чарте Billboard Hot 100.

## Оценки
| Оценки критиков | Оценки критиков |
| Источник        | Оценка          |
| --------------- | --------------- |
| Exclaim!        | 7/10            |
| Pitchfork       | 5.0/10          |
| Rolling Stone   | [ 9 ]           |

Майклу Ди Дженнара из Exclaim! понравился альбом, он сказал, что «DS4EVER безусловно, хороший мейнстримовый рэп-альбом, и поклонники Gunna и других известных артистов Атланты, с которыми он связан, найдут много интересного в 19 треках альбома». Обозреватель Rolling Stone Моси Ривес написал «Gunna имеет яркий и опьяняющий вокальный стиль, само по себе DS4 достойная авантюра. Но он не может выйти за рамки клише». Критик Pitchfork Альфонс Пьер сказал «последний альбом рэпера из Атланты однообразен, в нём мало причуд и внетелесных переживаний его лучших проектов».

## Коммерческий успех
DS4Ever дебютировал на первом месте в чарте Billboard 200 с 150,000 единицами, эквивалентными альбому, основывающихся на 193.5 потоковых прослушиваниях и 4,000 чистых продажах. Альбом обогнал релиз the Weeknd Dawn FM на 2,300 единиц.

## Список композиций
| №   | Название                                                       | Автор(ы)                                                                 | Продюсер(ы)                             | Длительность |
| --- | -------------------------------------------------------------- | ------------------------------------------------------------------------ | --------------------------------------- | ------------ |
| 1.  | «Private Island»                                               | Sergio Kitchens Wesley Glass Masamune Kudo                               | Wheezy Rex Kudo                         | 2:12         |
| 2.  | «Pushin P» (совместно с Фьючером при участии Янг Тага)         | Kitchens Nayvadius Wilburn Jeffery Williams Glass Juke Wong              | Wheezy Juke Wong                        | 2:16         |
| 3.  | «Poochie Gown»                                                 | Kitchens J. Williams Leland Wayne                                        | Metro Boomin                            | 3:01         |
| 4.  | «Mop» (при участии Янг Тага)                                   | Kitchens J. Williams Glass Dylan Cleary-Krell                            | Wheezy Dez Wright                       | 2:25         |
| 5.  | «Thought I Was Playing» (совместно с 21 Savage)                | Kitchens Shéyaa Abraham-Joseph Michael Williams II                       | Mike Will Made It Shawn Ferrari iWeirdo | 2:47         |
| 6.  | «How You Did That» (при участии Kodak Black)                   | Kitchens Basil von Stietencron Stefano McNutt                            | Baso Turbo Fano                         | 2:40         |
| 7.  | «Alotta Cake»                                                  | Kitchens Wayne                                                           | Metro Boomin                            | 3:13         |
| 8.  | «Livin Wild»                                                   | Kitchens Chandler Durham Brandon McNab                                   | Turbo McNab                             | 2:22         |
| 9.  | «You & Me» (совместно с Chloé)                                 | Kitchens Chloe Bailey Taurus Currie                                      | Taurus                                  | 2:24         |
| 10. | «South to West»                                                | Kitchens Durham                                                          | Turbo                                   | 2:02         |
| 11. | «25K Jacket» (при участии Lil Baby)                            | Kitchens Glass Nik Dean                                                  | Wheezy Nik Dean                         | 2:00         |
| 12. | «Too Easy» (совместно с Фьючером)                              | Kitchens Wilburn Glass                                                   | Wheezy Sean Momberger                   | 2:18         |
| 13. | «Idk That Bitch» (при участии G Herbo)                         | Kitchens Herbert Wright III Durham                                       | Turbo                                   | 3:30         |
| 14. | «Flooded»                                                      | Kitchens Young Twix                                                      | Young Twix                              | 2:32         |
| 15. | «Life of Sin» (при участии Nechie)                             | Kitchens Ceron Lee Glass Wright                                          | Wheezy Wright                           | 2:52         |
| 16. | «Die Alone» (совместно с Крисом Брауном при участии Yung Bleu) | Kitchens Christopher Brown Jeremy Biddle Mathias Liyew Leon Krol DJ Cash | Ambezza Lnk DJ Cash                     | 4:21         |
| 17. | «Missing Me»                                                   | Kitchens Glass Bobby Raks                                                | Wheezy Bobby Raks                       | 2:58         |
| 18. | «So Far Ahead > Empire»                                        | Kitchens Durham Currie                                                   | Turbo Taurus Charlie Handsome           | 5:31         |
| 19. | «Too Easy (Ремикс)» (при участии Фьючера и Родди Рича)         | Kitchens Wilburn Rodrick Moore, Jr. Glass                                | Wheezy Momberger                        | 3:17         |

Примечания
- «Pushin P» стилизован как «pushin P», все остальные под строчные буквы.

## Чарты
| Чарт (2022)                          | Высшая позиция |
| ------------------------------------ | -------------- |
| Австралия (ARIA)                     | 12             |
| Бельгия/Фландрия (Ultratop)          | 9              |
| Бельгия/Валлония (Ultratop)          | 21             |
| Нидерланды (Album Top 100)           | 5              |
| Германия (Offizielle Top 100)        | 14             |
| Ирландия (Irish Albums Chart)        | 6              |
| Италия (FIMI)                        | 46             |
| Литва (AGATA)                        | 9              |
| Новая Зеландия (RMNZ)                | 11             |
| Норвегия (VG-lista)                  | 4              |
| Швеция (Sverigetopplistan)           | 32             |
| Великобритания (UK Albums Chart)     | 4              |
| Великобритания (UK R&B Albums Chart) | 32             |
| США Billboard 200                    | 1              |